# Birra Peja
Birra Pejë (alb. Browar Pejë) – największy działający obecnie browar w Kosowie. Zbudowano go w latach 1968-1971 (Pećka Pivara), na powierzchni 24 ha. Początkowo produkcja sięgała 300 tys. hl piwa rocznie, obecnie 900 tys. hl rocznie. W latach 1971–2006 browar stanowił własność państwową, w lipcu 2006 r. został sprywatyzowany. W 2006 45% piwa produkowanego w Kosowie pochodziło z Peje. W 2009 zainwestowano w rozbudowę przedsiębiorstwa ponad 20 mln euro.
W 1999 r. browar został zdewastowany przez wycofujące się z Kosowa oddziały serbskie. Do browaru powróciła grupa Albańczyków, którzy kiedyś w nim pracowali, razem z byłym dyrektorem ds. produkcji Rexhepem Krasniqim, którym udało się wyremontować zakład i wznowić produkcję. Już pod koniec 1999 w browarze znalazło zatrudnienie 450 osób. Obecny stan zatrudnienia to 612 osób, z czego 349 na pełnym etacie. 
Woda do produkcji piwa pochodzi ze źródeł rzeki Biały Drin.
Głównym produktem oferowanym przez browar jest piwo Peja Pilsner, pasteryzowane, o zawartości alkoholu 4%. W ofercie jest ono dostępne w butelkach 0,33 l, 0,5 l, a także w butelkach PET o pojemności 2 l.
W kompleksie budynków browaru znajduje się także zakład produkcji słodu i spirytusu rektyfikowanego, a także sklep przyzakładowy. Produkty z Peje są także dostępne w Albanii, Bośni, Czarnogórze, Słowenii, Szwajcarii i Wielkiej Brytanii.
Browar jest głównym sponsorem klubu piłkarskiego Besa Peje.